# Mistrzostwa Świata w Snowboardzie 2011 – snowcross kobiet
Kobiety w pierwszej konkurencji snowboardowej walczyły o mistrzostwo świata 18 stycznia w La Molina - Alabaus. Mistrzostwa świata z 2009 roku nie obroniła Norweżka Helene Olafsen, która w ogóle nie wystartowała w MŚ z powodu kontuzji. Nową mistrzynią świata została Amerykanka Lindsey Jacobellis, był to jej trzeci złoty medal w konkurencji snowcross na MŚ. Wcześniej złote krążki zdobywała w 2005 podczas mistrzostw w Whistler, oraz w 2007 roku podczas MŚ w szwajcarskiej Arosie.

## Wyniki

### Kwalifikacje
| Pozycja                                                                                    | Nr | Zawodnik                | Państwo         | Zjazd 1 | Zjazd 2 | Uwagi |
| ------------------------------------------------------------------------------------------ | -- | ----------------------- | --------------- | ------- | ------- | ----- |
| 1                                                                                          | 27 | Nelly Moenne-Loccoz     | Francja         | 58.39   | 57.83   | Q     |
| 2                                                                                          | 22 | Lindsey Jacobellis      | USA             | 58.25   | 58.28   | Q     |
| 3                                                                                          | 30 | Déborah Anthonioz       | Francja         | 58.61   | 58.26   | Q     |
| 4                                                                                          | 21 | Eva Smakova             | Czechy          | 58.53   | 59.28   | Q     |
| 5                                                                                          | 20 | Maëlle Ricker           | Kanada          | 58.66   | DSQ     | Q     |
| 6                                                                                          | 25 | Claire Chapotot         | Francja         | 1:00.59 | 59.19   | Q     |
| 7                                                                                          | 19 | Dominique Maltais       | Kanada          | 1:00.11 | 59.75   | Q     |
| 8                                                                                          | 31 | Émilie Aubry            | Szwajcaria      | 59.84   | 59.77   | Q     |
| 9                                                                                          | 28 | Aleksandra Żekowa       | Bułgaria        | 1:01.29 | 59.80   | Q     |
| 10                                                                                         | 35 | Klára Koukalová         | Czechy          | 59.80   | 1:09.64 | Q     |
| 11                                                                                         | 32 | Zoe Gillings            | Wielka Brytania | 1:00.26 | 59.95   | Q     |
| 12                                                                                         | 18 | Susanne Moll            | Austria         | 1:04.53 | 1:00.21 | Q     |
| 13                                                                                         | 23 | Maria Ramberger         | Austria         | 1:01.11 | 1:00.34 | Q     |
| 14                                                                                         | 34 | Bell Berghuis           | Holandia        | 1:00.53 | DNF     | Q     |
| 15                                                                                         | 17 | Yuka Fujimori           | Japonia         | 1:02.03 | 1:00.61 | Q     |
| 16                                                                                         | 24 | Raffaella Brutto        | Włochy          | 1:00.79 | 1:00.87 | Q     |
| 17                                                                                         | 29 | Faye Gulini             | USA             | 1:00.80 | 1:26.54 |       |
| 18                                                                                         | 36 | Isabel Clark Ribeiro    | Brazylia        | 1:02.02 | 1:02.25 |       |
| 19                                                                                         | 33 | Julie-Wendel Lundholdt  | Dania           | 1:03.47 | 1:02.44 |       |
| 20                                                                                         | 37 | Kadri Pihla             | Estonia         | 1:04.37 | 1:05.81 |       |
| 21                                                                                         | 43 | Zuzanna Smykała         | Polska          | 1:05.85 | 1:33.46 |       |
| 22                                                                                         | 42 | Martina Krejčová        | Czechy          | 1:06.74 | 1:22.86 |       |
| 23                                                                                         | 39 | Anastazja Asanowa       | Rosja           | 1:07.11 | 1:07.50 |       |
| 24                                                                                         | 38 | Katerina Chourova       | Czechy          | DNF     | 1:07.63 |       |
| 25                                                                                         | 44 | Olga Czebotarewa        | Rosja           | 1:11.98 | 1:08.01 |       |
| 26                                                                                         | 26 | Callan Chythlook-Sifsof | USA             | 1:09.95 | DSQ     |       |
| 27                                                                                         | 41 | Anna Amor               | Hiszpania       | 1:24.09 | DNF     |       |
|                                                                                            | 40 | Maria Bełycz            | Rosja           | DNS     | DNS     |       |
| DNF - nie ukończyła DNS - nie wystartowała DSQ - zdyskwalifikowana Q – awans do 1/4 finału |    |                         |                 |         |         |       |

## Faza Finałowa

### Ćwierćfinał
Do ćwierćfinału zakwalifikowało się 16 zawodniczek.
| Pozycja | Nr | Zawodniczka         | Państwo    | Uwagi |
| ------- | -- | ------------------- | ---------- | ----- |
| 1       | 1  | Nelly Moenne-Loccoz | Francja    | Q     |
| 2       | 16 | Raffaella Brutto    | Włochy     | Q     |
| 3       | 8  | Émilie Aubry        | Szwajcaria |       |
| 4       | 9  | Aleksandra Żekowa   | Bułgaria   |       |

| Pozycja | Nr | Zawodniczka     | Państwo | Uwagi |
| ------- | -- | --------------- | ------- | ----- |
| 1       | 5  | Maëlle Ricker   | Kanada  | Q     |
| 2       | 4  | Eva Smakova     | Czechy  | Q     |
| 3       | 13 | Maria Ramberger | Austria |       |
| 4       | 12 | Susanne Moll    | Austria |       |

| Pozycja | Nr | Zawodniczka       | Państwo         | Uwagi |
| ------- | -- | ----------------- | --------------- | ----- |
| 1       | 6  | Claire Chapotot   | Francja         | Q     |
| 2       | 11 | Zoe Gillings      | Wielka Brytania | Q     |
| 3       | 14 | Bell Berghuis     | Holandia        |       |
| 4       | 3  | Déborah Anthonioz | Francja         |       |

| Pozycja | Nr | Zawodniczka        | Państwo | Uwagi |
| ------- | -- | ------------------ | ------- | ----- |
| 1       | 2  | Lindsey Jacobellis | USA     | Q     |
| 2       | 7  | Dominique Maltais  | Kanada  | Q     |
| 3       | 15 | Yuka Fujimori      | Japonia |       |
| 4       | 10 | Klára Koukalová    | Czechy  |       |

### Półfinał
| Pozycja | Nr | Zawodniczka         | Państwo | Uwagi |
| ------- | -- | ------------------- | ------- | ----- |
| 1       | 5  | Maëlle Ricker       | Kanada  | DF    |
| 2       | 1  | Nelly Moenne-Loccoz | Francja | DF    |
| 3       | 4  | Eva Smakova         | Czechy  | MF    |
| 4       | 16 | Raffaella Brutto    | Włochy  | MF    |

| Pozycja | Nr | Zawodniczka        | Państwo         | Uwagi |
| ------- | -- | ------------------ | --------------- | ----- |
| 1       | 2  | Lindsey Jacobellis | USA             | DF    |
| 2       | 7  | Dominique Maltais  | Kanada          | DF    |
| 3       | 11 | Zoe Gillings       | Wielka Brytania | MF    |
| 4       | 6  | Claire Chapotot    | Francja         | MF    |

### Finał
Mały Finał
| Pozycja | Nr | Zawodniczka      | Państwo         |
| ------- | -- | ---------------- | --------------- |
| 5       | 4  | Eva Smakova      | Czechy          |
| 6       | 6  | Claire Chapotot  | Francja         |
| 7       | 11 | Zoe Gillings     | Wielka Brytania |
| 8       | 16 | Raffaella Brutto | Włochy          |

Finał
| Pozycja | Nr | Zawodniczka         | Państwo |
| ------- | -- | ------------------- | ------- |
|         | 2  | Lindsey Jacobellis  | USA     |
|         | 1  | Nelly Moenne-Loccoz | Francja |
|         | 7  | Dominique Maltais   | Kanada  |
| 4       | 5  | Maëlle Ricker       | Kanada  |